# Catasigerpes granulatus
Catasigerpes granulatus es una especie de mantis de la familia Hymenopodidae.

## Distribución geográfica
Se encuentra en Guinea.